# Romano Rath
Romano Rath (Romanes für „Roma-Blut“) ist eine Roma-Band aus Österreich. Der Musikstil ist eine Mischung aus traditioneller Romamusik und modernen Einflüssen. Die Band kommt aus der burgenländischen Stadt Oberwart und besteht aus vier Mitgliedern: Dieter Horvath (Bandleader), dessen Bruder Markus Horvath, Marcel Horvath (Sohn von Dieter Horvath) und Markus Sarközi. Als Angehörige der Burgenlandroma verwenden sie den Romanes-Dialekt, wie er im Burgenland und in der näheren Umgebung gesprochen wird.

## Geschichte

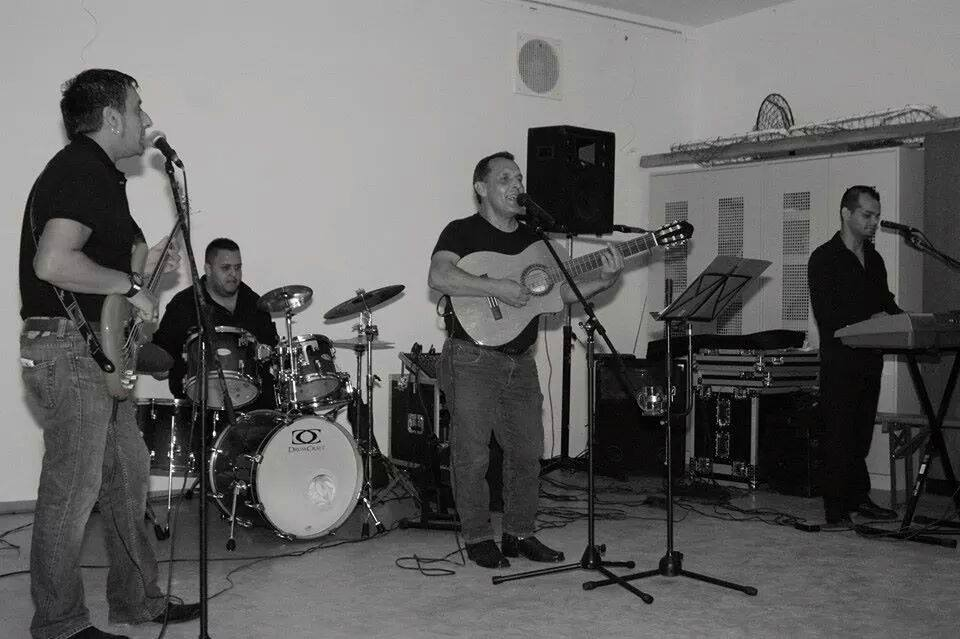
Die Band beim Proben

Mitte der 1990er Jahre hatte die Band bei einem Roma-Kirtag in Großbachselten ihren ersten Auftritt. Es folgten danach mehrere Auftritte in verschiedenen Städten des Landes. Unter anderem trat die Band beim Roma-Musik-Fest Oberwart im Stadtpark Oberwart auf, wo unter anderem auch Musiker und Bands wie Harri Stojka, das Ferry Janoska Ensemble und das Diknu Schneeberger Trio auftraten.
Romano Rath trat am 18. Oktober 2014 bei der Veranstaltung „Burgenlands Vielfalt“ im OHO (Offenes Haus Oberwart) auf.
Weiters tritt Romano Rath, regelmäßig beim jährlichen Roma-Ball in Oberwart auf, welcher von der Volkshochschule der Burgenländischen Roma veranstaltet wird.

## Diskografie

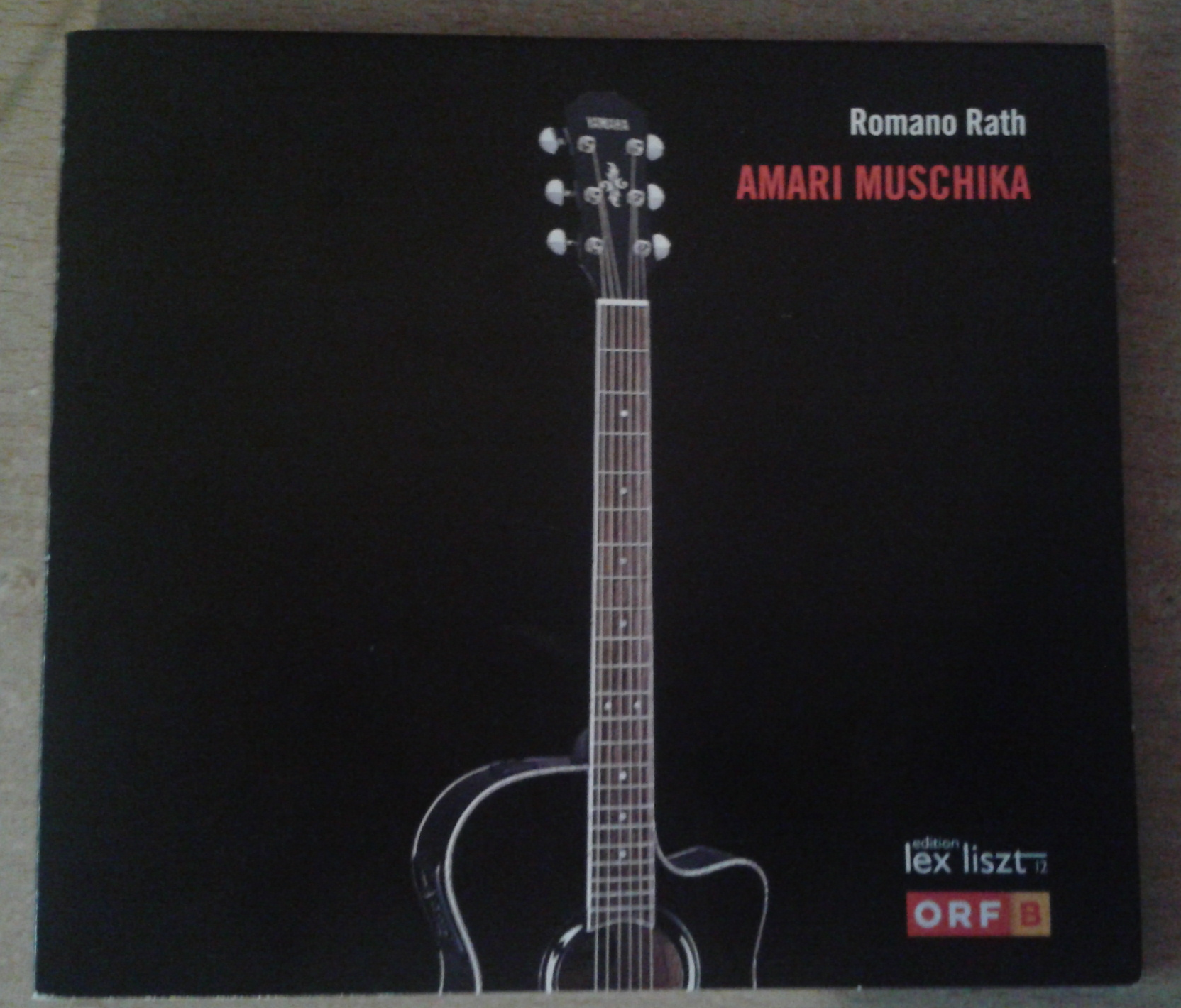
Album Amari Muschika

- 1999: Romano Rath (Album)
- 2013: Amari Muschika (Album)

## Videos
- Adi tumenge Zidas[1]